# Nasamonica
Nasamonica là một chi bướm đêm thuộc họ Coleophoridae.